# Breakthrough (canção)
"Breakthrough" é uma canção interpretada pelo elenco do filme Lemonade Mouth, formado por Bridgit Mendler, Adam Hicks, Hayley Kiyoko, Naomi Scott e Blake Michael, presente no trilha sonora com mesmo títutlo. Lançada em 2 de maio de 2011 no formato de download digital pela Walt Disney Records, a canção foi composta por Bryan Todd, Maria Christensen, Shridhar Solanki e Adam Hicks, sendo produzida por Bryan Todd e pela equipe Twin, responsáveis por trabalhos com Ashley Tisdale e Dannii Minogue.

## Recepção da crítica
O portal Disney Dreaming destacou positivamente a canção, dizendo que "ela lembra várias boas canções que alcançaram o Top40 nas rádios e tem um ritmo de dança extremamente divertido! Esta é uma das melhores canções do álbum". Já o Disnology declarou que esta era uma das tantas ótimas faixas do disco, destacando a animação que a canção ganha ao vivo na apresentação do filme. O site Dis411 disse que a canção é uma "classica produção de música pop. Você precisa dançar para sentir sua energia".

## Faixas
| Download digital |                |                                                             |                  |         |  |
| N.º              | Título         | Compositor(es)                                              | Produtor(es)     | Duração |  |
| 1.               | "Breakthrough" | Bryan Todd, Maria Christensen, Shridhar Solanki, Adam Hicks | Twin, Bryan Todd | 3:18    |  |
| Duração total:   | Duração total: | Duração total:                                              | Duração total:   | 3:27    |  |

## Desempenho nas tabelas musicais

### Posições
| Paradas (2011)                             | Posições |
| ------------------------------------------ | -------- |
| Estados Unidos — Billboard Hot 100         | 88       |
| Estados Unidos — Billboard Top Heatseekers | 11       |

## Histórico de Lançamento
| Local          | Data              | Formato                   | Gravadora           |
| -------------- | ----------------- | ------------------------- | ------------------- |
| Estados Unidos | 2 de maio de 2011 | download digital, Airplay | Walt Disney Records |